# 1973 na televisão
Nesta página encontram-se os fatos, estreias e términos sobre televisão que aconteceram durante o ano de 1973.

## Eventos

### Brasil

#### Outubro
- 6 de outubro — A TV Sergipe, então afiliada da Rede Tupi em Aracaju, Sergipe, se torna afiliada à Rede Globo.

### Janeiro
- 8 de janeiro — Devido a fusão do Telesistema Mexicano com a Televisión Independiente de México (TIM), é fundada a Televisa.

## Programas

### Brasil

#### Janeiro
- 5 de janeiro — Estreia Chico City na Rede Globo.
- 22 de janeiro — Estreia O Bem-Amado na Rede Globo.[nota 1]
- 23 de janeiro
  - Termina O Bofe na Rede Globo.
  - Termina Selva de Pedra na Rede Globo.
- 24 de janeiro — Estreia Cavalo de Aço na Rede Globo.

#### Março
- 10 de março
  - Termina Eu e a Moto na TV Record.
  - Termina Quero Viver na TV Record.
- 12 de março — Estreia Vendaval na TV Record.
- 23 de março — Termina Camomila e Bem-me-quer na Rede Tupi.
- 24 de março — Termina A Revolta dos Anjos na Rede Tupi.
- 26 de março
  - Estreia Mulheres de Areia na Rede Tupi.
  - Estreia A Volta de Beto Rockfeller na Rede Tupi.
- 30 de março — Termina A Patota na Rede Globo.

#### Abril
- 2 de abril
  - Estreia Globo Cor Especial na Rede Globo.
  - Estreia Venha Ver o Sol na Estrada na TV Record.
  - Estreia Satiricom na Rede Globo.
- 3 de abril — Estreia Globo Repórter na Rede Globo.

#### Junho
- 29 de junho — Termina Uma Rosa com Amor na Rede Globo.

#### Julho
- 2 de julho — Estreia Carinhoso na Rede Globo.
- 14 de julho — Termina Vitória Bonelli na Rede Tupi.
- 16 de julho — Estreia Rosa dos Ventos na Rede Tupi.[1]
- 27 de julho — Termina Venha Ver o Sol na Estrada na TV Record.
- 28 de julho — Termina Vendaval na TV Record.
- 30 de julho — Estreia Vidas Marcadas na TV Record.

#### Agosto
- 5 de agosto — Estreia Fantástico na Rede Globo.
- 18 de agosto — Estreia Programa Raul Gil na TV Record.
- 21 de agosto — Termina Cavalo de Aço na Rede Globo.
- 22 de agosto — Estreia O Semideus na Rede Globo.

#### Outubro
- 5 de outubro — Termina O Bem-Amado na Rede Globo.
- 8 de outubro — Estreia Os Ossos do Barão na Rede Globo.
- 28 de outubro — Estreia Japan Pop Show na Rede Bandeirantes.

#### Novembro
- 8 de novembro — Estreia O Conde Zebra na Rede Tupi.
- 19 de novembro — Estreia As Divinas... e Maravilhosas na Rede Tupi.
- 30 de novembro — Termina Vidas Marcadas na TV Record.

#### Dezembro
- 8 de dezembro — Estreia da primeira fase do Esporte Espetacular na Rede Globo.
- 10 de dezembro — Estreia Meu Adorável Mendigo na TV Record.
- 28 de dezembro — Termina O Conde Zebra na Rede Tupi.

### México

#### Fevereiro
- 20 de fevereiro — Termina a primeira versão do Programa Chespirito no Canal 8.

## Nascimentos
| Data            | Nome                | Profissão                                    | Nacionalidade           | Observações | Ref |
| --------------- | ------------------- | -------------------------------------------- | ----------------------- | ----------- | --- |
| 28 de janeiro   | Cynthia Benini      | modelo, jornalista e atriz                   | Brasil                  |             |     |
| 17 de fevereiro | Celso Zucatelli     | jornalista e apresentador                    | Brasil                  |             |     |
| 18 de fevereiro | Luciana Fregolente  | atriz, compositora, diretora e produtora     | Brasil                  |             |     |
| 23 de fevereiro | Wellington Muniz    | humorista                                    | Brasil                  |             |     |
| 24 de março     | Jim Parsons         | ator                                         | Estados Unidos          |             |     |
| 26 de março     | T.R. Knight         | ator                                         | Estados Unidos          |             |     |
| 2 de abril      | Roselyn Sánchez     | modelo, cantora e atriz                      | Porto Rico              |             |     |
| 3 de abril      | Jamie Bamber        | ator                                         | Reino Unido             |             |     |
| 7 de abril      | Roger Gobeth        | ator                                         | Brasil                  |             |     |
| 11 de abril     | Jennifer Esposito   | atriz                                        | Estados Unidos          |             |     |
| 14 de abril     | Adrien Brody        | ator                                         | Estados Unidos          |             |     |
| 18 de abril     | Adriane Galisteu    | modelo e apresentadora de TV                 | Brasil                  |             |     |
| 28 de abril     | Alex Ibarra         | ator e cantor                                | México                  |             |     |
| 28 de abril     | Jorge Garcia        | ator                                         | Estados Unidos          |             |     |
| 13 de maio      | Otaviano Costa      | ator, cantor e apresentador de TV            | Brasil                  |             |     |
| 16 de maio      | Jason Acuña         | apresentador e ator                          | Itália / Estados Unidos |             |     |
| 18 de maio      | Anabela Teixeira    | atriz                                        | Portugal                |             |     |
| 29 de maio      | Carlos Bonow        | ator                                         | Brasil                  |             |     |
| 14 de junho     | Michael Cade        | ator                                         | Estados Unidos          |             |     |
| 15 de junho     | Greg Vaughan        | ator                                         | Estados Unidos          |             |     |
| 15 de junho     | Neil Patrick Harris | ator, produtor, diretor, comediante e cantor | Estados Unidos          |             |     |
| 19 de junho     | Letícia Spiller     | atriz e ex-paquita                           | Brasil                  |             |     |
| 21 de junho     | Juliette Lewis      | atriz e cantora                              | Estados Unidos          |             |     |
| 3 de julho      | Patrick Wilson      | ator e cantor                                | Estados Unidos          |             |     |
| 22 de julho     | Jaime Camil         | ator e cantor                                | México                  |             |     |
| 23 de julho     | Kathryn Hahn        | atriz                                        | Estados Unidos          |             |     |
| 1 de agosto     | Andreia Sorvetão    | atriz, cantora e ex-paquita                  | Brasil                  |             |     |
| 3 de agosto     | Isabel Fillardis    | atriz e modelo                               | Brasil                  |             |     |
| 6 de agosto     | Vanessa Gerbelli    | atriz                                        | Brasil                  |             |     |
| 19 de agosto    | Penélope Nova       | apresentadora de televisão                   | Brasil                  |             |     |
| 24 de agosto    | Dalila Carmo        | atriz                                        | Portugal                |             |     |
| 24 de agosto    | Carmine Giovinazzo  | ator                                         | Estados Unidos          |             |     |
| 28 de agosto    | Ana Lima            | atriz                                        | Brasil                  |             |     |
| 4 de setembro   | Jason David Frank   | ator e lutador                               | Estados Unidos          |             |     |
| 5 de setembro   | Rachel Sheherazade  | jornalista                                   | Brasil                  |             |     |
| 7 de setembro   | Shannon Elizabeth   | atriz                                        | Estados Unidos          |             |     |
| 14 de setembro  | Andrew Lincoln      | ator                                         | Reino Unido             |             |     |
| 15 de setembro  | Alexandre Liuzzi    | ator                                         | Brasil                  |             |     |
| 18 de setembro  | James Marsden       | ator e cantor                                | Estados Unidos          |             |     |
| 24 de setembro  | Scheila Carvalho    | dançarina e atriz                            | Brasil                  |             |     |
| 26 de setembro  | Leandro Hassum      | ator e humorista                             | Brasil                  |             |     |
| 2 de outubro    | Susana González     | atriz e modelo                               | México                  |             |     |
| 3 de outubro    | Neve Campbell       | atriz                                        | Canadá                  |             |     |
| 6 de outubro    | Ioan Gruffudd       | ator                                         | Reino Unido             |             |     |
| 20 de outubro   | Rodrigo Faro        | ator, apresentador de TV, cantor e dançarino | Brasil                  |             |     |
| 22 de outubro   | Ana Furtado         | atriz e apresentadora de TV                  | Brasil                  |             |     |
| 25 de outubro   | Pedro Vasconcelos   | ator e diretor                               | Brasil                  |             |     |
| 31 de outubro   | Cristiane Cardoso   | escritora, palestrante e apresentadora de TV | Brasil                  |             |     |
| 10 de novembro  | Ângelo Paes Leme    | ator                                         | Brasil                  |             |     |
| 19 de novembro  | Luisa Thiré         | atriz                                        | Brasil                  |             |     |
| 24 de novembro  | Cássia Linhares     | atriz                                        | Brasil                  |             |     |
| 30 de novembro  | Angélica            | apresentadora de TV e atriz                  | Brasil                  |             |     |
| 5 de dezembro   | Danielle Winits     | atriz                                        | Brasil                  |             |     |
| 10 de dezembro  | Gabriela Spanic     | atriz, modelo e cantora                      | Venezuela               |             |     |

## Mortes
| Data | Nome | Profissão | Nacionalidade | Observações | Ref |
| ---- | ---- | --------- | ------------- | ----------- | --- |